# Kawkab de Marrakech (handball)
Maillots
Kawkab de Marrakech (section handball), est l'une des nombreuses sections du Kawkab de Marrakech club omnisports basé à Marrakech, Maroc. Elle est également l'une des sections les plus titrées du club.
À la suite de problèmes financiers, le club fusionne en 2006 avec le club du PTT Marrakech, l'autre grand club de handball à Marrakech pour devenir le "Barid-Kawkab", puis plus tard la dénomination de "Achbal El Kawkab" avant de reprendre son appellation d'origine du Kawkab de Marrakech.

## Palmarès

### National
- Championnat du Maroc
  - Champion : 1992, 1993, 1994, 1996, 1997
  - Vice-champion : 2008

- Coupe du Trône
  - Vainqueur : 1990, 1991, 1992, 1993, 1994

### International
- Coupe d'Afrique des Vainqueurs de Coupes
  - Vainqueur : 1996

- Coupe du monde des clubs
  - 8e place : 1997